# 烏斯庫特河
烏斯庫特河（俄语：Ускут），是俄羅斯或烏克蘭的河流，位於克里米亞自治共和國，最終注入黑海，河道全長12.7公里，流域面積75.1平方公里，平均流量每秒0.13立方米。